# Axel Merckx
 (août 2021).
Si vous disposez d'ouvrages ou d'articles de référence ou si vous connaissez des sites web de qualité traitant du thème abordé ici, merci de compléter l'article en donnant les références utiles à sa vérifiabilité et en les liant à la section « Notes et références ».
Pour les articles homonymes, voir Merckx.

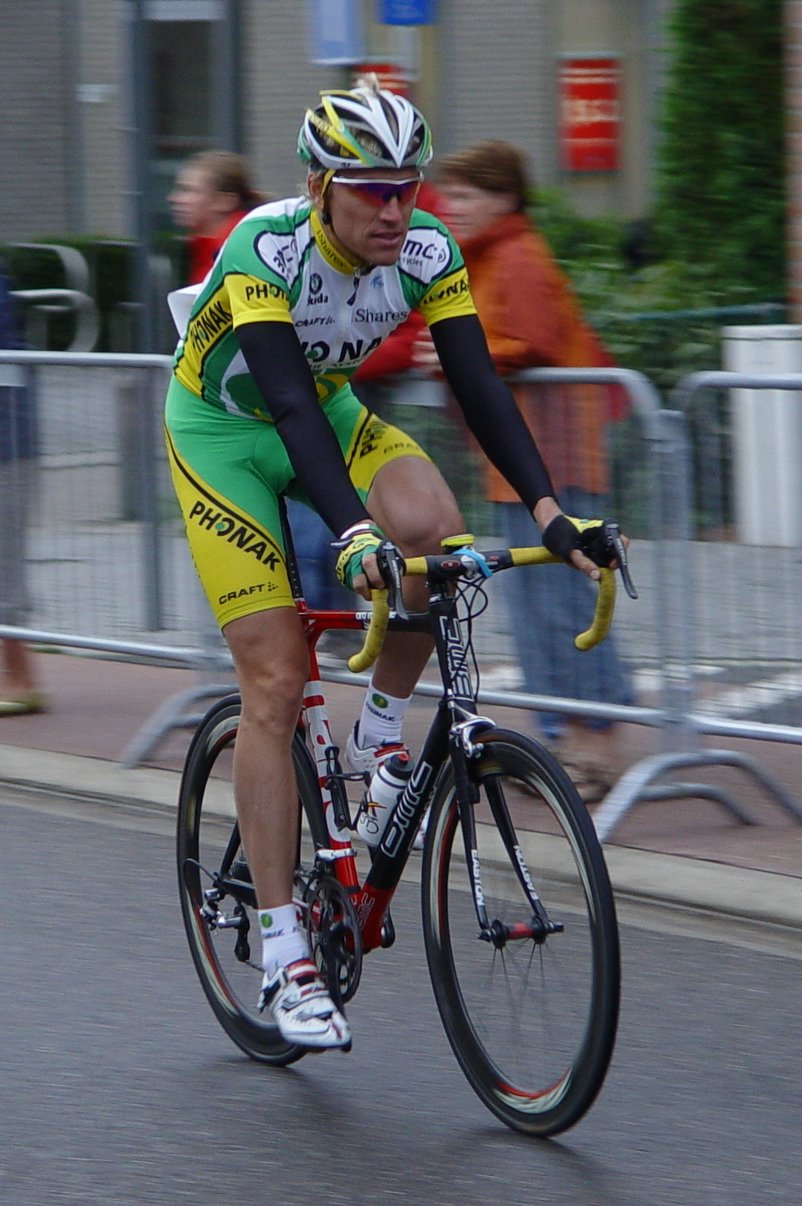
Axel Merckx en 2006.

Axel Merckx, né le 8 août 1972 à Uccle, est un ancien coureur cycliste professionnel belge, devenu manager et directeur sportif de l'équipe Axeon-Hagens Berman.

## Biographie
Axel Merckx est le fils du grand champion cycliste belge Eddy Merckx, qui fut élu meilleur cycliste du XXe siècle par l'UCI.
Après s'être essayé au football, Axel Merckx s'est tourné vers le cyclisme professionnel. Le plus haut fait de sa carrière est la médaille de bronze remportée lors de l'épreuve sur route aux XXVIIIe Jeux olympiques d'Athènes en Grèce en 2004.
Axel Merckx a terminé six fois meilleur Belge du Tour de France et s'est notamment classé dixième en 1998 et a remporté le championnat de Belgique sur route à Rochefort en 2000.
Le 6 août 2007, il participe à sa dernière course professionnelle, au Critérium de Lommel, où il s'impose deux jours avant ses 35 ans.
Il est actuellement manager de l'équipe continentale américaine Axeon-Hagens Berman.

## Vie privée
Axel Merckx a vécu au Canada en compagnie de son épouse, Jodi Cross. Ils ont deux filles : Axana née le 5 mai 2001 et Athina née le 29 juin 2005. La première est notamment double championne de Belgique de natation ; tandis qu'Athina est victime depuis 2019 d'une tumeur au genou, l'obligeant à suivre des chimiothéraphies.
Après son divorce, il est en couple avec la cycliste Chloé Dygert.

## Palmarès

### Palmarès amateur
- 1989
  - 2e du championnat du Brabant sur route débutants
- 1991
  - 2e du championnat du Brabant sur route juniors
- 1992
  - 9e étape du Tour de l'Avenir
  - 3e du championnat de Belgique de l'américaine amateurs
- 1993
  - 2e de Seraing-Aix-Seraing
  - 2e du Circuit des régions flamandes

### Palmarès professionnel
- 1996
  - 2e épreuve du Trittico Premondiale Veneto
  - 3e du Tour de Lombardie
  - 4e du championnat du monde sur route
  - 7e de Liège-Bastogne-Liège
- 1997
  - 6e du Tour de Lombardie
- 1998
  - 3e étape du Tour de Bavière
  - 2e du Tour de Bavière
  - 2e de la Classique de Saint-Sébastien
  - 2e de la Subida a Urkiola
  - 10e du Tour de France
- 1999
  - 3e du championnat de Belgique sur route
- 2000
  -  Champion de Belgique sur route
  - 8e étape du Tour d'Italie
  - Classement général du Tour de la Région wallonne
  - 5e de Liège-Bastogne-Liège 
  - 10e de la Flèche wallonne
- 2001
  - Grand Prix de Wallonie
  - 3e de la Flèche brabançonne
- 2002
  - 2e du Tour d'Andalousie
  - 6e de la Flèche wallonne
- 2003
  - Classement général du Tour de l'Ain
  - 3e du Tour de Hesse
  - 3e du Tour de Rhénanie-Palatinat
- 2004
  -  Médaillé de bronze de la course en ligne des Jeux olympiques
- 2005
  - 5e étape du Critérium du Dauphiné libéré
  - 3e de la Flèche brabançonne

## Résultats sur les grands tours

### Tour de France
9 participations
- 1998 : 10e
- 1999 : abandon (10e étape)
- 2001 : 22e
- 2002 : 28e
- 2003 : abandon (15e étape)
- 2004 : 21e
- 2005 : 39e
- 2006 : 31e
- 2007 : 62e

### Tour d'Italie
4 participations
- 1997 : 19e
- 2000 : 25e, vainqueur de la 8e étape
- 2006 : abandon
- 2007 : 50e

### Tour d'Espagne
2 participations
- 1995 : 21e
- 1996 : 17e

## Distinctions
- Trophée national du Mérite sportif belge : 2004